# Upplands runinskrifter 196
Upplands runinskrifter 196 är ett försvunnet vikingatida runstensfragment av sandsten som funnits i Vada kyrka, Vada socken och Vallentuna kommun. Fragmentet utgör nedre delen av en runsten och är ungefär 0,85 meter högt och 1,15 meter brett. Möjligen har runstensfragmentet varit del av samma runsten som U 197 eller U 198. Fragmentet har varit förkommet åtminstone sedan år 1904.

## Inskriften
Translitterering av runraden:
[...unaʀ × sihmaraʀ]
Normalisering till runsvenska:
...unaʀ Sigmaraʀ.
Översättning till nusvenska:
... Sigmars.
Ristningens första ord kan vara [s]unaʀ –, d.v.s. betyda "Sigmars sons". Det kan också utgöra slutet av ett personnamn i genitiv, t.ex. Hakun eller ett kvinnonamn på -unn(r).